# Auxi-le-Château
Auxi-le-Château település Franciaországban, Pas-de-Calais megyében. Lakosainak száma 2549 fő (2022. január 1.). Auxi-le-Château Vaulx, Maizicourt, Nœux-lès-Auxi, Le Ponchel, Beauvoir-Wavans, Willencourt, Bernâtre, Hiermont, Maison-Ponthieu, Neuilly-le-Dien és Buire-au-Bois községekkel határos.

## Népesség
A település népességének változása:
| Lakosok száma | 2773 | 2698 | 2726 | 2639 | 2606 | 2572 | 2563 | 2556 | 2549 |
|               | 2013 | 2015 | 2016 | 2017 | 2018 | 2019 | 2020 | 2021 | 2022 |